# تشيكالين

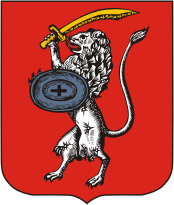
شعار تشيكالين

تشيكالين (بالروسية: Чекалин) هي إحدى مدن روسيا في الكيان الفدرالي الروسي تولا أوبلاست.